# Gazalkent
Gazalkent (en ouzbek : G'azalkent / Ғazalkent, en russe : Газалкент), est une ville d'Ouzbékistan située dans la province de Tachkent.

## Géographie
La ville est le centre administratif du district de Bostanliq.

## Population
En 2010, Gazalkent comptait une population de 27 229 personnes.